# 1952-es magyar birkózóbajnokság
Az 1952-es magyar birkózóbajnokság a negyvenötödik magyar bajnokság volt. A kötöttfogású bajnokságot április 19. és 20. között rendezték meg Budapesten, a csepeli sportcsarnokban, a szabadfogású bajnokságot pedig február 16. és 17. között Pécsett, a vasutasok kultúrházában.

## Eredmények

### Férfi kötöttfogás
| Versenyszám  | Arany                            | Arany | Ezüst                         | Ezüst | Bronz                     | Bronz |
| ------------ | -------------------------------- | ----- | ----------------------------- | ----- | ------------------------- | ----- |
| Lepkesúly    | Baranya István Válogatott keret  |       | Benkő Gyula Dél               |       | Kereszturi János Budapest |       |
| Légsúly      | Hódos Imre Válogatott keret      |       | Bátori János Budapest         |       | Mészáros László Nyugat    |       |
| Pehelysúly   | Polyák Imre Válogatott keret     |       | Hullai József Dél             |       | Détár József Budapest     |       |
| Könnyűsúly   | Tarr Gyula Válogatott keret      |       | Fejes Ferenc Észak            |       | László Antal Budapest     |       |
| Váltósúly    | Szilvásy Miklós Válogatott keret |       | Győrfalvi Gyula Kelet         |       | Csiba Zsolt Budapest      |       |
| Középsúly    | Gurics György Válogatott keret   |       | Kendi József Válogatott keret |       | Zaka Zoltán Budapest      |       |
| Félnehézsúly | Kovács Gyula Válogatott keret    |       | Sólyom János Budapest         |       | Mángó Andor Budapest      |       |
| Nehézsúly    | Soltész László Válogatott keret  |       | Vitális Sándor Budapest       |       | Vászin Péter Dél          |       |

### Férfi szabadfogás
| Versenyszám  | Arany                            | Arany | Ezüst                          | Ezüst | Bronz                          | Bronz |
| ------------ | -------------------------------- | ----- | ------------------------------ | ----- | ------------------------------ | ----- |
| Lepkesúly    | Kenéz Béla Északnyugat           |       | Méhész Mihály Budapest         |       | Páger Antal Válogatott keret   |       |
| Légsúly      | Bencze Lajos Válogatott keret    |       | Fábri Tivadar Északnyugat      |       | Móni Béla Budapest             |       |
| Pehelysúly   | Sipos László Válogatott keret    |       | Hoffmann Géza Válogatott keret |       | Szalai Ernő Nyugat             |       |
| Könnyűsúly   | Fejes Ferenc Észak               |       | Polyák Zoltán Budapest         |       | Balogh János Északnyugat       |       |
| Váltósúly    | Kinizsi Rudolf Válogatott keret  |       | Radics Lajos Budapest          |       | Sóvári Kálmán Válogatott keret |       |
| Középsúly    | Szilvásy Miklós Válogatott keret |       | Kendi József Válogatott keret  |       | Balla István Északnyugat       |       |
| Félnehézsúly | Növényi Norbert Válogatott keret |       | Reznák János Válogatott keret  |       | Serfőző János Észak            |       |
| Nehézsúly    | Soltész László Válogatott keret  |       | Mohácsi Frigyes Budapest       |       | Vászin Péter Válogatott keret  |       |